# Adalberto Martínez Flores
Adalberto Martínez Flores, né le 8 juillet 1951 à Asuncion, capitale du Paraguay, est un évêque catholique depuis 1997, puis un archevêque depuis 2022. Cette même année, il est créé cardinal.

## Biographie
Adalberto Martínez Flores est né à Asuncion, au Paraguay, le 8 juillet 1951. Il étudie d’abord l'économie à l'université nationale d'Asuncion pendant trois ans. Puis il se rend à Washington pour apprendre l’anglais et la philosophie à l’oblate college. En 1977, il s'installe à Frascati pour étudier à l'école internationale des prêtres du mouvement des Focolari. Il termine ses études de philosophie et de théologie à l'Université pontificale du Latran en 1981.
Il est ordonné prêtre le 24 août 1985 par Seán O'Malley, alors évêque coadjuteur de Saint-Thomas. Il est incardiné dans ce diocèse situé dans les îles Vierges des États-Unis de 1985 à 1994, d'abord à Sainte-Croix, puis à Saint-Thomas. Il est ensuite transféré dans l'archidiocèse d'Asuncion en 1994 ; il y est curé de la paroisse des Sacré-Cœurs de Jésus et de Marie jusqu’en 1997.
Le 14 août 1997, le pape Jean-Paul II le nomme évêque auxiliaire d'Asuncion (avec le titre d’évêque in partibus de Tatilti (de)). Il reçoit sa consécration épiscopale le 8 novembre de Felipe Santiago Benitez Avalos (es), archevêque d'Asuncion.
Le 18 mai 2000, il est nommé premier évêque du nouveau diocèse de San Lorenzo. Le 19 février 2007, il est transféré dans celui de San Pedro et le 14 mars 2012 nommé à l'ordinariat militaire du Paraguay. Le 23 juillet 2018, il devient évêque du diocèse de Villarrica del Espíritu Santo tout en continuant son ministère auprès des troupes paraguayennes avec désormais le titre d’administrateur apostolique de l'ordinariat militaire. En novembre 2018, il est élu pour un mandat de trois ans en tant que président de la Conférence épiscopale paraguayenne. Il est réélu à ce poste en novembre 2021. 
Le 17 février 2022, le pape François le nomme archevêque d'Asuncion. Quelques mois plus tard, le 27 août 2022, il le crée cardinal-prêtre, lui attribuant le titre de San Giovanni a Porta Latina. Il est le premier cardinal paraguayen.